# Queen Collection
Queen Collection é uma coletânea da banda britânica de rock Queen, com catorze sucessos do grupo, lançado em outubro de 2007 exclusivamente no Brasil através da gravadora Som Livre. O disco foi certificado com disco de platina pela ABPD em 2008.

## Faixas
1. "We Will Rock You"
2. "We Are The Champions"
3. "Don´t Stop Me Now"
4. "Love of My Life" (Ao Vivo)
5. "One Vision"
6. "Under Pressure"
7. "Radio Ga Ga"
8. "Somebody to Love"
9. "I Want to Break Free"
10. "Another One Bites The Dust"
11. "Crazy Little Thing Called Love"
12. "Bohemian Rhapsody"
13. "A Kind of Magic"
14. "The Show Must Go On"